# 프로젝트 제로
WebSphere sMash는 스크립트 언어 그루비와 PHP를 사용하여 동적 웹 애플리케이션을 제작하기 위한 IBM의 개발 및 런타임 환경이었다. 자바로 작성된 PHP 런타임을 포함한다. 프로젝트 제로(Project Zero)는 더 새로운 버전의 WebSphere sMash의 인큐베이션을 위한 실험적인 소프트웨어 개발 공동체이다.
WebSphere Smash는 이클립스와 연동되며 REST 스타일의 서비스를 그루비나 PHP의 최상위에서 만들어낸다.

## 같이 보기
- PHP/Java Bridge
- IBM DB2